# Luis San Román Gomendio
 (novembre 2011).
Luis San Román Gomendio (1986 à Madrid en Espagne - 7 septembre 2011 à Madrid en Espagne) est un réalisateur de cinéma espagnol.

## Biographie
Il fait ses études à l'école Estudio de Madrid où il obtient son diplôme en 2004.
Très tôt il se consacre à la réalisation cinématographique, dans laquelle il trouve rapidement une place grâce à son talent artistique. Il participe à la production de divers films espagnols et français (langue qu'il a toujours parlée grâce à sa famille, moitié française), entre autres Lo que sé de Lola, de Javier Rebollo en 2005, ou Sa Majesté Minor de Jean-Jacques Annaud en 2006.
En 2009, il projette son premier court-métrage, El Padre (Le Père), qui grâce à sa précision technique et sa profondeur argumentaire est très bien reçu.
En 2006, Luis San Román gagne le Prix Direction - Prix du Public Galileo-Galilei.
Il décède prématurément à l'âge de 25 ans, à cause d'une cardiopathie.